# Iliá Frank
Iliá Mijáilovich Frank (ruso: Илья Михайлович Франк; San Petersburgo, 23 de octubre de 1908 - Moscú, 22 de junio de 1990) fue galardonado con el Premio Nobel de Física en 1958.
Recibió el Nobel junto con Pável Cherenkov e Ígor Tam por su trabajo en explicar el fenómeno de la radiación de Cherenkov. Ese mismo año Borís Pasternak fue galardonado con el Premio Nobel de Literatura.